# Christian Peter Christensen
Christian Peter Christensen (12. maj 1765 i Ribe – 17. marts 1836) var en dansk officer, far til Balthazar Christensen.
Christensen var søn af justitsråd, amtsforvalter Laurits Christensen i Ribe (død 1791) og Anna Frigast (død 1791), blev ritmester og sluttede sin karriere som karakteriseret generalmajor af kavaleriet og chef for jydske regiment lette dragoner. 23. februar 1814 blev han Ridder af Dannebrog.
Han blev gift 31. oktober 1792 i Randers med Kirstine Bang (døbt 10. juli 1772 i Randers, død 19. april 1855), datter af Thomas Bang (1734-1775).